# FK Tchertanovo Moscou
Cet article traite de l'équipe masculine. Pour l'équipe féminine, voir FK Tchertanovo Moscou (féminines).
Maillots
Actualités
Le Futbolny klub Tchertanovo, plus couramment appelé Tchertanovo Moscou (russe : «Чертаново» Москва), est un club de football russe fondé en 1993 et basé à Moscou.
Il évolue en troisième division russe depuis la saison 2021-2022.

## Histoire

### Premières années (1993-2013)
Le club est fondé en 1993 sous le nom SUO (russe : СУО) avant de prendre le nom Tchertanovo peu après. Il est une branche à part entière du centre éducatif et sportif de Tchertanovo, fondé en 1976 et situé dans le quartier éponyme de Moscou, et a un but purement éducatif. À sa fondation, le club est intégré directement à la troisième division russe lors de la saison 1993. Il termine cependant avant-dernier du groupe 4 et est directement relégué dans la quatrième division. Il perd son statut professionnel en 1997 lors de la déprofessionnalisation du quatrième échelon et prend par la suite part aux championnats amateurs.
À partir de 2008 et la reprise du centre de formation par Nikolaï Larine et Dmitri Poliatskine, ceux-ci mettent en place une remise à niveau de la formation. Celle-ci porte ses fruits dès l'année 2010 qui voit les équipes de jeunes de l'académie intégrer les championnats nationaux pour jeunes, avec comme point culminant la victoire de la sélection russe lors de l'Euro des moins de 17 ans en 2013 où pas moins de six joueurs du centre de formation sont inclus dans l'équipe victorieuse,. La plupart d'entre eux sont par la suite recrutés par des équipes de première division.

### Retour au niveau professionnel (2014-2018)
Avec la progression des performances et des joueurs formés par l'académie, la direction du centre Tchertanovo décide de remettre en place une équipe professionnelle à partir de la saison 2014-2015 avec pour objectif de donner aux joueurs une expérience au haut niveau. Cette participation est un temps mise en doute par les procédures d'attribution de licence, le club de Tchertanovo n'étant pas à proprement parler une équipe de football professionnelle classique mais un établissement d'enseignement général. Il obtient finalement le droit d'être inscrit au groupe Centre du troisième échelon, avec cependant pour limitation de n'inscrire que des joueurs formés au club depuis plus de deux ans, et dont seulement cinq peuvent avoir plus de 23 ans,,.
Pour ses premières saisons en troisième division, l'équipe connaît une progression croissante au fil des saisons, terminant avant-dernier lors de la première saison avant d'atteindre la onzième puis la sixième place lors des deux saisons suivantes. L'avant-saison 2017-2018 voit le Tchertanovo être réassigné au groupe Ouest à la demande de ses dirigeants. Le club prend très vite la tête du groupe dès la troisième journée et s'y maintient jusqu'à la fin de la saison, assurant sa promotion en deuxième division pour la première fois de son histoire à deux journées de la fin de la compétition avec une équipe dont la moyenne d'âge ne dépasse pas les 19 ans.

### Passage au deuxième échelon (2018-2021)
Pour ses débuts au deuxième échelon, le club se démarque rapidement comme une des grandes surprises du début de saison, se plaçant perpétuellement dans le haut de classement et terminant la première partie de saison à la quatrième place. Il fait également partie des équipes les plus attrayantes et prolifiques en inscrivant 45 buts en 24 matchs, notamment porté par les attaquants Maksim Glouchenkov et Anton Zinkovski qui inscrivent onze buts chacun ainsi que Vladislav Sarveli qui décompte neuf passes décisives,. La trêve hivernale voit notamment Glouchenkov ainsi que le milieu de terrain Nail Umyarov s'engager avec le Spartak Moscou, tandis que Zinkovski rejoint le Krylia Sovetov Samara. Ces départs n'affectent cependant pas les performances du Tchertanovo de manière notable durant la deuxième partie de saison, celui-ci continuant de lutter activement pour une place en barrage de promotion, bien qu'y échouant finalement en terminant cinquième à un point du FK Nijni Novgorod. Le club assure cependant son statut d'équipe la plus prolifique du championnat en totalisant 65 buts à l'issue de la saison, soit 1,71 buts marqués par match, tandis que Sarveli termine meilleur passeur du championnat avec quatorze passes décisives délivrées sur la saison.
L'exercice 2019-2020 démarre de manière tout aussi positive que le précédent pour l'équipe qui se place une fois de plus comme un prétendant aux barrages de promotion, se classant quatrième au moment de la trêve hivernale. Le Tchertanovo termine finalement troisième, à un seul point de la deuxième position après l'arrêt anticipé de la compétition dès la mi-mars en raison de la pandémie de Covid-19 en Russie. La tenue des barrages de montée est dans la foulée annulée et le Tchertanovo perd ainsi toute chance d'accéder à l'élite.
À l'aube de la saison 2020-2021, le club est touché par un exode majeur de son effectif qui suit le départ de l'entraîneur Igor Osinkine (en) au Krylia Sovetov Samara, avec pas moins de huit joueurs rejoignant ce même club dans la foulée. Ce facteur affecte énormément les performances de l'équipe qui doit cette fois lutter contre la relégation, se classant dix-neuvième à cinq points du maintien au moment de la trêve hivernale. Tandis que la forme du club demeure morose dans les semaines suivant la reprise, le directeur de l'académie Nikolaï Larine quitte ses fonctions à la fin du mois de mars 2021 pour être remplacé par Ilia Savtchenko. La relégation du Tchertanovo est finalement actée quelques semaines plus tard à la mi-avril, à cinq tours de la fin de la saison.

## Bilan sportif

### Palmarès
- Championnat de Russie D3
  - Vainqueur de groupe : 2018.

### Classements en championnat
La frise ci-dessous résume les classements successifs du club en championnat de Russie.

### Bilan par saison
| Saison    | Championnat        | Championnat  | Championnat  | Championnat  | Championnat  | Championnat  | Championnat  | Championnat  | Championnat  | Championnat  | Coupe de Russie     |
| Saison    | Division           | Pos          | Pts          | J            | V            | N            | D            | BP           | BC           | Diff         | Coupe de Russie     |
| --------- | ------------------ | ------------ | ------------ | ------------ | ------------ | ------------ | ------------ | ------------ | ------------ | ------------ | ------------------- |
| 1993      | 3e Zone 4          | 21e          | 23           | 42           | 9            | 5            | 28           | 43           | 96           | -53          | —                   |
| 1994      | 4e Zone 3          | 21e          | 26           | 46           | 11           | 4            | 31           | 53           | 98           | -45          | 128es de finale     |
| 1995      | 4e Zone 3          | 19e          | 40           | 44           | 9            | 13           | 22           | 47           | 70           | -23          | 256es de finale     |
| 1996      | 4e Zone 3          | 18e          | 27           | 38           | 6            | 9            | 23           | 23           | 67           | -44          | —                   |
| 1997      | 4e Zone 3          | 21e          | 7            | 40           | 1            | 4            | 35           | 18           | 135          | -117         | 256es de finale     |
| 1998      | 4e Podmoskovié     | 8e           | 35           | 26           | 10           | 5            | 11           | 42           | 40           | +2           | 256es de finale     |
| 1999      | 4e Podmoskovié     | 15e          | 9            | 28           | 2            | 3            | 23           | 24           | 92           | -68          | —                   |
| 2000      | 4e Moscou          | 11e          | 30           | 30           | 8            | 6            | 16           | 38           | 69           | -31          | —                   |
| 2001      | 4e Moscou          | 18e          | 25           | 36           | 7            | 4            | 25           | 47           | 78           | -31          | —                   |
| 2002      | 4e Moscou          | 21e          | 14           | 40           | 2            | 8            | 30           | 28           | 111          | -83          | —                   |
| 2003      | 4e Moscou          | 19e          | 10           | 36           | 2            | 4            | 30           | 28           | 170          | -142         | —                   |
| 2004      | 5e Moscou groupe 1 | 3e           | 39           | 20           | 12           | 3            | 5            | 42           | 27           | +15          | —                   |
| 2005      | 5e Moscou          | 3e           | 23           | 12           | 7            | 2            | 3            | 27           | 21           | +6           | —                   |
| 2006      | 5e Moscou          | 10e          | 19           | 24           | 4            | 7            | 13           | 38           | 51           | -13          | —                   |
| 2007      | 5e Moscou          | 12e          | 11           | 24           | 3            | 2            | 19           | 32           | 79           | -47          | —                   |
| 2008      | 5e Moscou          | 8e           | 45           | 30           | 13           | 6            | 11           | 65           | 55           | +10          | —                   |
| 2009      | 4e Moscou          | 13e          | 30           | 32           | 7            | 9            | 16           | 39           | 76           | -37          | —                   |
| 2010      | 4e Moscou          | 11e          | 23           | 28           | 7            | 2            | 19           | 33           | 59           | -26          | —                   |
| 2011-2012 | 4e Moscou          | 9e           | 55           | 36           | 12           | 11           | 13           | 56           | 56           | 0            | —                   |
| 2013      | Club inactif       | Club inactif | Club inactif | Club inactif | Club inactif | Club inactif | Club inactif | Club inactif | Club inactif | Club inactif | —                   |
| 2014-2015 | 3e Centre          | 15e          | 18           | 30           | 4            | 6            | 20           | 30           | 63           | -33          | —                   |
| 2015-2016 | 3e Centre          | 11e          | 30           | 26           | 8            | 6            | 12           | 31           | 42           | -11          | 128es de finale     |
| 2016-2017 | 3e Centre          | 6e           | 34           | 24           | 9            | 7            | 8            | 36           | 33           | +3           | 128es de finale     |
| 2017-2018 | 3e Ouest           | 1er          | 61           | 26           | 19           | 4            | 3            | 52           | 15           | +37          | 32es de finale      |
| 2018-2019 | 2e                 | 5e           | 61           | 38           | 17           | 10           | 11           | 65           | 53           | +12          | 32es de finale      |
| 2019-2020 | 2e                 | 3e           | 54           | 27           | 15           | 9            | 3            | 37           | 19           | +18          | Seizièmes de finale |
| 2020-2021 | 2e                 | 21e          | 27           | 42           | 7            | 6            | 29           | 35           | 80           | -45          | Phase de groupes    |
| 2021-2022 | 3e Groupe 2        | 18e          | 22           | 16           | 6            | 4            | 6            | 16           | 23           | -7           | 128es de finale     |
| 2022-2023 | 3e Groupe 2        | 5e           | 35           | 22           | 10           | 5            | 7            | 38           | 28           | +10          | 256es de finale     |
| 2023-2024 | 3e Argent          | 9e           | 22           | 18           | 5            | 7            | 6            | 21           | 18           | +3           | 128es de finale     |

Légende
- Promotion en division supérieure
- Relégation en division inférieure

## Personnalités

### Entraîneurs
La liste suivante présente les différents entraîneurs du club.
- Viktor Razoumavski (1993-1994)
- Viktor Borovikov (1994)
- Mikhaïl Karataïev (1995-1996)
- Viktor Borovikov (1997)
- Andreï Solomatine (2014-2015)
- Igor Osinkine (juin 2016-juillet 2020)
- Denis Pervouchine (en) (juillet 2020-)